# Wilczyce (Święty Krzyż)
Wilczyce is een dorp in het Poolse woiwodschap Święty Krzyż, in het district Sandomierski. De plaats maakt deel uit van de gemeente Wilczyce en telt 830 inwoners.